# Louise Marie de La Grange d'Arquien
Pour les articles homonymes, voir La Grange et Arquien.
Louise-Marie de La Grange d'Arquien, née le 28 juin 1638 en France, est la fille d'Henri-Albert de La Grange d'Arquien et de Françoise de La Châtre, et la sœur aînée de Marie-Casimire-Louise de la Grange d'Arquien, reine de Pologne.

## Biographie
Dans sa jeunesse, elle appartenait à la suite de la reine de France Marie-Thérèse d'Autriche. En mai 1668, elle assiste au baptême de son neveu Jacques-Louis-Henri Sobieski à Paris.
Elle épouse le 11 décembre de cette même année François-Gaston de Béthune, marquis de Chabris, futur ambassadeur de France en Pologne de 1676 à 1684, puis de 1684 à 1692. 
Le couple a quatre enfants : Louis, décédé à la bataille de Höchstädt en 1703, Louis-Marie-Victor de Béthune, comte de Béthune, Marie-Christine, épouse du grand maréchal de Lituanie Stanisław Casimir Radziwiłł puis d'Aleksander Paweł Sapieha, et Jeanne de Béthune (1672-1744), épouse du comte Jan Stanisław Jabłonowski. Elle fait également dix fausses-couches entre 1668 et 1683. 
Le couple vivait au palais de Kazimierz à Varsovie. Louise-Marie participait activement à la vie de la cour, notamment en accompagnant sa sœur lors de voyages officiels. À la suite du renvoi du marquis de Béthune de Pologne et de son départ pour Stockholm, elle est contrainte de quitter Varsovie. Grâce à l'intervention de sa sœur, le marquis de Béthune réussit à rester plus longtemps à la cour, mais retourna finalement en France. Après sa mort de son mari en octobre 1692, Louis XIV, par l'intercession de sa sœur, augmenta ses gages.
Elle meurt le 11 novembre 1728 à Paris.